# بشير المقعدي
بشير المقعدي (11 أبريل 1978 بمنزل بورقيبة في تونس - ) هو لاعب كرة قدم تونسي في مركز الوسط. شارك مع منتخب تونس لكرة القدم. أما مع النوادي، فقد لعب مع الأمل الرياضي بحمام سوسة والترجي الرياضي التونسي والنجم الرياضي الساحلي ومكارم المهدية ونادي بالستينو ونادي زاناكو ونومانسيا وShuvalan FK ‏ وKarvan FK ‏.

## وصلات خارجية
- بشير المقعدي على موقع قاعدة بيانات كرة القدم.إي يو (الإنجليزية)
- بشير المقعدي على موقع ناشيونال فوتبول تيمز (الإنجليزية)